# Miélan
Miélan är en kommun i departementet Gers i regionen Occitanien i sydvästra Frankrike. Kommunen ligger i kantonen Miélan som tillhör arrondissementet Mirande. År 2022 hade Miélan 1 132 invånare.

## Befolkningsutveckling
Antalet invånare i kommunen Miélan
Referens:INSEE